# Селенид дитантала
Селенид дитантала — бинарное неорганическое соединение
тантала и селена
с формулой Ta2Se,
кристаллы.

## Получение
- Сплавление стехиометрических количеств чистых веществ:

{\displaystyle {\mathsf {2Ta+Se\ {\xrightarrow {T}}\ Ta_{2}Se}}}

## Физические свойства
Селенид дитантала образует кристаллы
тетрагональной сингонии, пространственная группа P 4/nmm, параметры ячейки a = 0,3375 нм, c = 0,9832 нм, Z = 2
.